# Cristina de Baden-Durlach
Cristina de Baden-Durlach (em alemão: Christine; Wolgast, 22 de abril de 1645 - Altemburgo, 21 de dezembro de 1705) foi uma nobre alemã.

## Família
Cristina era filha do marquês Frederico VI de Baden-Durlach e da sua esposa, a duquesa Cristina Madalena de Zweibrücken-Kleeburg.

## Casamentos
Cristina casou-se pela primeira vez no dia 6 de agosto de 1665 com o marquês Alberto II de Brandemburgo-Ansbach. O marquês morreu dois anos depois e o casal não teve filhos.
Catorze anos depois, Cristina voltou a casar-se, no dia 14 de agosto de 1681 desta vez com o também viúvo duque Frederico I de Saxe-Gota-Altemburgo. O casamento durou dez anos, até à morte de Frederico em 1691. Também não teve filhos deste casamento.

## Genealogia
| Cristina de Baden-Durlach | Pai: Frederico VI, Marquês de Baden-Durlach               | Avô paterno: Frederico V de Baden-Durlach                     | Bisavô paterno: Jorge Frederico de Baden-Durlach  |
| Cristina de Baden-Durlach | Pai: Frederico VI, Marquês de Baden-Durlach               | Avô paterno: Frederico V de Baden-Durlach                     | Bisavó paterna: Júlia Ursula de Salm-Neufville    |
| Cristina de Baden-Durlach | Pai: Frederico VI, Marquês de Baden-Durlach               | Avó paterna: Bárbara de Württemberg                           | Bisavô paterno: Frederico I, Duque de Württemberg |
| Cristina de Baden-Durlach | Pai: Frederico VI, Marquês de Baden-Durlach               | Avó paterna: Bárbara de Württemberg                           | Bisavó paterna: Sibila de Anhalt                  |
| Cristina de Baden-Durlach | Mãe: Cristina Madalena do Palatinado Zweibrücken-Kleeburg | Avô materno: João Casimiro do Palatinado Zweibrücken-Kleeburg | Bisavô materno: João I de Zweibrücken             |
| Cristina de Baden-Durlach | Mãe: Cristina Madalena do Palatinado Zweibrücken-Kleeburg | Avô materno: João Casimiro do Palatinado Zweibrücken-Kleeburg | Bisavó materna: Madalena de Jülich-Cleves-Berg    |
| Cristina de Baden-Durlach | Mãe: Cristina Madalena do Palatinado Zweibrücken-Kleeburg | Avó materna: Catarina da Suécia                               | Bisavô materno: Carlos IX da Suécia               |
| Cristina de Baden-Durlach | Mãe: Cristina Madalena do Palatinado Zweibrücken-Kleeburg | Avó materna: Catarina da Suécia                               | Bisavó materna: Ana Maria do Palatinado-Simmern   |